# Obisia Nwakpa
Obisia Nwakpa est un boxeur nigérian né le 19 mai 1950 à Lagos (colonie et protectorat du Nigeria) et mort le 3 juin 2025.

## Carrière
Évoluant dans la catégorie des poids super-légers, Obisia Nwakpa est médaillé d'argent aux championnats d'Afrique de Nairobi en 1972. Aux Jeux olympiques d'été de 1972 à Munich, il est éliminé au premier tour par le Portoricain Laudiel Negrón. Il est ensuite médaillé d'or aux Jeux africains de Lagos en 1973 ainsi qu'aux Jeux du Commonwealth britannique de Christchurch en 1974. Il fait aussi partie de la sélection africaine participant aux Jeux afro-latino-américains de 1973 à Guadalajara ; il remporte la médaille d'or dans sa catégorie.
Il devait participer aux Jeux olympiques d'été de 1976 à Montréal, mais il déclare forfait alors qu'il devait affronter au deuxième tour le Hongrois József Nagy (en).